# Jorge Manuel Dengo
Jorge Manuel Omar de Jesús Dengo Obregón, né à Heredia le 19 février 1918 et mort à San José le 23 janvier 2012, est un Ingénieur civil costaricien, principal instigateur de la création de l'Institut Costaricien d'Électricité (ICE).

## Biographie
Né à Heredia le 19 février 1918 et mort à San José le 23 janvier 2012, il fut déclaré Citoyen d'Honneur de la Patrie le 28 août 2007, une reconnaissance exceptionnelle car donnée de son vivant.
Jorge Manuel Dengo est le fils d'Omar Dengo (es), figure distinguée du paysage intellectuel costaricien. Il se marie avec María du Carmen Benavides en 1944.

### Formation
Dengo fréquente l'École République Argentine, l'École Normale et le Lycée du Costa Rica où il obtient son Baccalauréat des Sciences et des Lettres.
En 1942, Dengo devient Ingénieur civil de l'Université du Minnesota, aux États-Unis, où il réalisera aussi des études en hydraulique, routes et économie.

### Carrière
En 1949, avec un groupe de professionnels, il propose au gouvernement la création de l'Institut Costaricien d'Électricité.   Le Président, José Figueres Ferrer, soutient l'idée et le 8 avril il donne son approbation formelle pour la création de l'ICE. 
Dengo dirigea l'institution de 1949 à 1960 période qui comprend les administrations des présidents Otilio Ulate Blanco (1949-1953), José Figueres Ferrer (1953-1958) et Mario Echandi Jiménez (1958-1962). Dans cette période, il formule et met en marche le premier plan de développement d'électrification au niveau national. 
Lors de l'administration du président Francisco José Orlich Bolmarcich (1962-1966), et à cause des tragédies causées par les éruptions du Volcan Irazú, Dengo fonde entre 1962 et 1964 le «Bureau de Défense Civile», institution qui précède l'actuelle Commission Nationale d'Urgences, limitant en grande mesure les dommages causés par ce désastre naturel.  Pendant cette même administration, Dengo occupa la charge de Directeur de Planification Nationale en créant les bases du futur Ministère de Planification Nationale et Politique Économique.
Il eut à sa charge dans l'administration de Luis Alberto Monge Álvarez (1982-1986), le Ministère de Commerce Extérieur (1984-1985).  Pendant la période de gouvernement du président Óscar Arias Sánchez (1986-1990) occupa la vice-présidence de la République s'impliquant activement dans les négociations entreprises avec organismes financiers internationaux pour la condonation de la dette externe que traînait le pays depuis la crise économique de début des ans quatre-vingt.
Au niveau international, Dengo occupa la vice-présidence de la Banque Centroaméricaine d'Intégration Économique (BCIE), servi aussi dans la Banque Interaméricaine de Développement (BID), et comme consultant pour la Banque Mondiale ainsi que la Commission Économique pour l'Amérique Latine de Nations unies (CEPAL).
Pendant la période de 1960 à 1963 il assuma la Direction Générale de Fertilizantes de Centroamérica, FERTICA. Il a été en plus, fondateur de l'École d'Agriculture de la Région Tropicale Humide (EARTH), centre universitaire international à but non lucratif, consacré à l'éducation en des sciences agricoles et en des ressources naturelles.

## Reconnaissances
- Le 24 janvier du 2007, le Dr Kevin Casas Zamora (en), Ministre de Planification Nationale et Politique Économique présente le Plan  National de  Développement 2006-2010, appelé « Jorge Manuel Dengo ».
- Déclaré Citoyen d'Honneur de la Patrie  le 28 août du 2007[1].
- Création du Prix « Stratégie XXIe siècle: Jorge Ml. Dengo » , Comme une reconnaissance aux personnes et institutions qu'à travers la science et la technologie, ont fait un apport au progrès et développement national en Costa Rica.
- Déclaré « Citoyen d'Honneur du Canton d'Heredia » selon Session extraordinaire Solennelle no 127-2007 du 13 septembre de 2007 de la Municipalité d'Heredia.